# 特勞特湖
特勞特湖是加拿大的湖泊，由安大略省負責管轄，距離溫尼伯湖200公里，長27公里、寬22公里，面積358平方公里，島嶼總面積45平方公里，海拔高度394米。
51°11′54″N 93°18′33″W / 51.1983°N 93.3092°W